# Holmtjärnen (Tännäs socken, Härjedalen, 693852-131242)
Holmtjärnen är en sjö i Härjedalens kommun i Härjedalen och ingår i Göta älvs huvudavrinningsområde. Sjön har en area på 0,442 kvadratkilometer och ligger 957,9 meter över havet. Sjön avvattnas av vattendraget Mugga.

## Delavrinningsområde
Holmtjärnen ingår i det delavrinningsområde (693870-131125) som SMHI kallar för Utloppet av Holmtjärnen. Medelhöjden är 1 061 meter över havet och ytan är 12,8 kvadratkilometer. Det finns inga avrinningsområden uppströms utan avrinningsområdet är högsta punkten. Mugga som avvattnar avrinningsområdet har biflödesordning 2, vilket innebär att vattnet flödar genom totalt 2 vattendrag innan det når havet efter 727 kilometer. Avrinningsområdet består mestadels av kalfjäll (92 procent). Avrinningsområdet har 0,44 kvadratkilometer vattenytor vilket ger det en sjöprocent på 3,4 procent.